# Richard Caldicott
Richard Caldicott (* 1962 in Leicester, England) ist ein englischer Fotograf, der in London lebt und arbeitet.

## Leben
Seit mehr als 15 Jahren beschäftigt sich Caldicott mit Fotografie, Malerei und Skulpturen. Der Prozess der Entstehung und ihre Hinterfragung ist bei ihm ein zentrales Thema. Kunstgeschichtlich stehen seine Arbeiten in einem Dialog mit der Kategorie des „specific object“ von Donald Judd: ein Objekt, das weder Malerei noch Skulptur ist und sich so jeglicher Form von Kategorisierung entzieht.
Früher baute Caldicott in einen leeren, farbigen Raum alltägliche Plastikobjekte zu Skulpturen auf und fotografiert diese als reine, abstrahierte Form.
In Caldicotts neuen Arbeiten beinhaltet die Fotografie weder Subjekt noch Objekt, sie besteht nur noch aus einer Art Konstruktion. Er baut eigenständige Skulpturen-Kollagen und fotografiert diese. So wird die Fotografie an sich zum eigenständigen Gegenstand erhoben.
Seine Arbeiten sind in vielen Öffentlichen Sammlungen vertreten wie in der Sammlung Ann und Jürgen Wilde oder der Sir Elton John Collection und im Kunstmuseum Bonn.

## Ausbildung
- 1988–92 Royal College of Art, Research Fellow
- 1984–87 Royal College of Art, MA
- 1981–84 Middlesex Polytechnic, BA
- 1980–81 Loughborough College of Art & Design

## Ausstellungen (Auswahl)

### Gruppenausstellungen
- How Noisy Everything Grows. (Martin Boyce, Roderick Packe and Simon Larbalestier, Thomas Gidley, Graham Gussin, Michael McDonough), Royal college of Art, London (1992)
- A Glass of Water. (Roderick Packe, Karen Caldicott, Graham Durward, Joey Kotting, Patty Martori, Elizabeth Peyton, Georgio Saddotti, Elizabeth Wright), Chelsea Arts Center, New York (1996)

### Einzelausstellungen
- On the Entity of Objects/Vom Dasein der Gegenstände (with Christopher Muller), Kunstmuseum Bonn (1997)
- Dorothée De Pauw Gallery, Brüssel (1998)
- Succession, London (1999)
- Finesilver Gallery, San Antonio, Texas (2000)
- Camera Work, Berlin (2000)
- Ariel Mayerowitz Gallery, New York (2002)
- Loop, Goss Gallery, Dallas, Texas (2005)
- Solo Show, Hamiltons Gallery, London (2006)
- Casa Tua, Miami (2006)
- Richard Caldicott, Galerie f56, München (2007)
- Hamiltons, London (2009)